# Псевдокаранксы
Псевдокаранксы, или зубатые каранксы (лат. Pseudocaranx), — род лучепёрых рыб из семейства ставридовых. Широко распространены в тропических и тёплых умеренных водах Атлантического, Индийского и Тихого океанов. Максимальная длина тела представителей разных видов варьирует от 23 до 122 см. Морские бентопелагические рыбы. Обитают в прибрежных водах от поверхностных слоёв до глубины 200 м.

## Классификация
В состав рода включают пять видов:
- Pseudocaranx chilensis  (Guichenot, 1848)
- Pseudocaranx dentex (Bloch & Schneider, 1801) — Зубатый каранкс
- Pseudocaranx dinjerra Smith-Vaniz & Jelks, 2006
- Pseudocaranx georgianus (Cuvier, 1833) — Австралийский каранг, или золотая ставрида[3]
- Pseudocaranx wright (Whitley, 1931)

До 2006 года Pseudocaranx georgianus смешивали с широко распространённым Pseudocaranx dentex. Американские ихтиологи Smith-Vaniz и Jelks признали P. georgianus валидным видом, что поддержали Международный союз охраны природы и Catalog of Fishes, однако Fishbase до сих пор рассматривает его в качестве синонима P. dentex.